# Settimo Milanese
Settimo Milanese – miejscowość i gmina we Włoszech, w regionie Lombardia, w prowincji Mediolan.
Według danych na rok 2004 gminę zamieszkiwało 17 121 osób, 1712,1 os./km².